# Hazleton (Iowa)
Hazleton és una població dels Estats Units a l'estat d'Iowa. Segons el cens del 2000 tenia 950 habitants.

## Demografia
Segons el cens del 2000, Hazleton tenia 950 habitants, 381 habitatges, i 252 famílies. La densitat de població era de 495,7 habitants/km².
Dels 381 habitatges en un 36,2% hi vivien nens de menys de 18 anys, en un 47,5% hi vivien parelles casades, en un 12,6% dones solteres, i en un 33,6% no eren unitats familiars. En el 26,5% dels habitatges hi vivien persones soles l'11,3% de les quals corresponia a persones de 65 anys o més que vivien soles. El nombre mitjà de persones vivint en cada habitatge era de 2,49 i el nombre mitjà de persones que vivien en cada família era de 3,03.
Per edats la població es repartia de la següent manera: un 29,4% tenia menys de 18 anys, un 8,5% entre 18 i 24, un 29,1% entre 25 i 44, un 21,7% de 45 a 60 i un 11,4% 65 anys o més.
L'edat mediana era de 34 anys. Per cada 100 dones de 18 o més anys hi havia 102,1 homes.
La renda mediana per habitatge era de 32.625 $ i la renda mediana per família de 36.023 $. Els homes tenien una renda mediana de 27.460 $ mentre que les dones 21.625 $. La renda per capita de la població era de 14.955 $. Entorn de l'11,4% de les famílies i l'11,6% de la població estaven per davall del llindar de pobresa.

## Poblacions més properes
El següent diagrama mostra les poblacions més properes.